# Janvier 1940
Cette page présente les faits marquants du mois de janvier 1940.
Les événements concernant la Seconde Guerre mondiale sont détaillés dans l'article Janvier 1940 (Seconde Guerre mondiale).

## Événements
- 1er janvier : La conscription est étendue au Royaume-Uni : tous les hommes entre 20 et 27 ans sont maintenant mobilisables.

- 2 janvier : arrivée du deuxième groupe de forces canadienne au Royaume-Uni.

- 4 janvier :
  - Accord militaire franco-polonais créant officiellement l’Armée polonaise en France.
  - Le parlement irlandais accorde les pleins pouvoirs à Éamon de Valera pour lutter contre le terrorisme.

- 5 janvier : la Commission fédérale américaine des communications fait une première démonstration de la radio FM.

- 8 janvier : rationnement au Royaume-Uni, notamment sur le beurre, le sucre et la viande.

- 10 janvier : la saisie de documents secrets allemands par la Belgique force Hitler à repousser l'attaque prévue pour mi-janvier.

- 13 janvier :
  - la France et l'Espagne signent un accord commercial.
  - Premier vol du prototype du chasseur soviétique Yakovlev Yak-1.

- 14 janvier : les troupes finlandaises pénètrent sur le territoire russe.

- 15 janvier : création en France des cartes d'alimentation. Rationnement de denrées alimentaires (viande, 11 janvier). Carte d’alimentation (29 février). La vente d’alcool est interdite trois jours par semaine (5 mars).

- 17 janvier : vague de Froid sur l'Europe occidentale. La Tamise gèle pour la première fois depuis plus d'un demi-siècle.

- 18 janvier : le Danemark, la Norvège et la Suède affirment leur neutralité.

- 19 janvier :
  - Les troupes finlandaises prennent la petite ville de Salla.
  - Le Royaume-Uni et la France envisagent une opération aérienne contre l'Union soviétique pour soutenir la Finlande.

- 23 janvier : à Paris, le compositeur Ignacy Jan Paderewski est élu président du gouvernement polonais en exil.

- 26 janvier : les États-Unis résilient le traité de commerce et de navigation conclu avec l'empire du Japon en 1911. Le Japon dépend alors des États-Unis pour 90 % de ses besoins en fer, 91 % de sa consommation de cuivre et 60 % de son alimentation en pétrole.

- 30 janvier - 1er mars : bataille du sud de Henan.

## Naissances
- 1er janvier : Cavayé Yeguié Djibril, homme politique camerounais.
- 4 janvier : 
  - Jill Pitkeathley, femme politique britannique.
  - Gao Xingjian, prix Nobel de littérature 2000.
- 6 janvier : Claude Schockert, évêque catholique français, évêque de Belfort-Montbéliard.
- 9 janvier : Ruth Dreifuss, femme politique Suisse, ancienne présidente de la Confédération suisse.
- 11 janvier : John Ebong Ngole, homme politique camerounais († 2 juillet 2020).
- 13 janvier : Ahmed Gaïd Salah, militaire et homme politique algérien († 23 décembre 2019).
- 17 janvier : Tabaré Vázquez, Homme d'État uruguayen († 6 décembre 2020).
- 22 janvier : Eberhard Weber, contrebassiste et bassiste de jazz allemand.
- 23 janvier : Yves Patenôtre, évêque catholique français, archevêque de Sens-Auxerre.
- 24 janvier : Joachim Gauck, président de la République fédérale d'Allemagne.
- 28 janvier : Carlos Slim Helú, homme d'affaires mexicain.
- 29 janvier : Kunimitsu Takahashi, pilote automobile japonais († 16 mars 2022).

## Décès
- 4 janvier : Humbert Monterin, géophysicien et glaciologue valdôtain (° 20 décembre 1887).
- 5 janvier : Richard Roundell, homme politique britannique (° 4 novembre 1872).
- 25 janvier : Léon Frédéric, peintre belge (° 26 août 1856).